# Ikuri
Ikuri est un quartier de Tampere en Finlande.

## Description
Ikuri est voisine de Nokia.